# Цимбал, Татьяна Васильевна
Татьяна Васильевна Цимбал (14 сентября 1946, Киев) — диктор и ведущая программ украинского телевидения, народная артистка Украинской ССР, педагог, академик Телевизионной академии Украины, профессор Киевского международного университета. Награждена нагрудным знаком «Ветеран Национального телевидения Украины».

## Биография
В 1969 окончила факультет романо-германской филологии Киевского национального университета им. Тараса Шевченко.
Учась в университете, начала работать в молодёжной редакции украинского телевидения, где принимала участие в создании программ: «Я+Ты», «Комсомольская традиция», «Комсомольские зори».
Занималась художественной телепублицистикой (цикл программ «Из-за сложившихся обстоятельств», встречи в Чернобыле 1986 года, телемарафоны «Колокола Чернобыля»).
Более 10 лет была ведущей программы «Новости киноэкрана» и киносмотра «Все о кино».
Оставаясь лицом Первого национального, она согласилась на предложение Александра Ткаченко прийти на обновленный «Новый канал», где стала автором и ведущей телепрограммы «Татьянин полдень», а также была ведущей ночной программы «25 кадр». Впоследствии работала в программе «Татьянин день» на телеканале СТБ.
Также была автором и ведущей телепередач: «Линии судьбы» и «Вера. Надежда. Любовь». Кроме этого Татьяна Васильевна ведущая концертов и тематических вечеров, при этом занимала должность старшего редактора отдела публицистики редакции общественных проектов творческого объединения общественно-политических программ Национальной телекомпании Украины.

## Награды
- Нагрудный знак «Ветеран Национального телевидения Украины» (2010) — за многолетнюю плодотворную работу на украинском телевидении, высокое профессиональное мастерство, ответственное выполнение трудовых обязанностей, весомый личный вклад в развитие Национального телевидения Украины и по случаю профессионального праздника — Дня журналиста;
- Премия «Человек года-2010» — за многолетний труд и выдающиеся заслуги в области телевидения;
- Всеукраинская премия «Женщина III тысячелетия» в номинации «Знаковая фигура» (2009);
- Орден княгини Ольги III степени (18 августа 2006) — за значительный личный вклад в социально-экономическое, культурное развитие Украинского государства, весомые трудовые достижения и по случаю 15-й годовщины независимости Украины;
- Премия Телетриумф в номинации «За личный вклад в развитие украинского телевидения премия Телетриумф» (2004);
- Народная артистка УССР (17 ноября 1983) — за заслуги в развитии телевидения и радиовещания и активное участие в общественной жизни.
- Заслуженная артистка УССР.